# Lažany (powiat Preszów)
Lažany (węg. Lászka) – wieś (obec) na Słowacji położona w kraju preszowskim, w powiecie Preszów.  Pierwsza pisemna wzmianka o miejscowości pochodzi z roku 1320.